# Rolle (Physik)

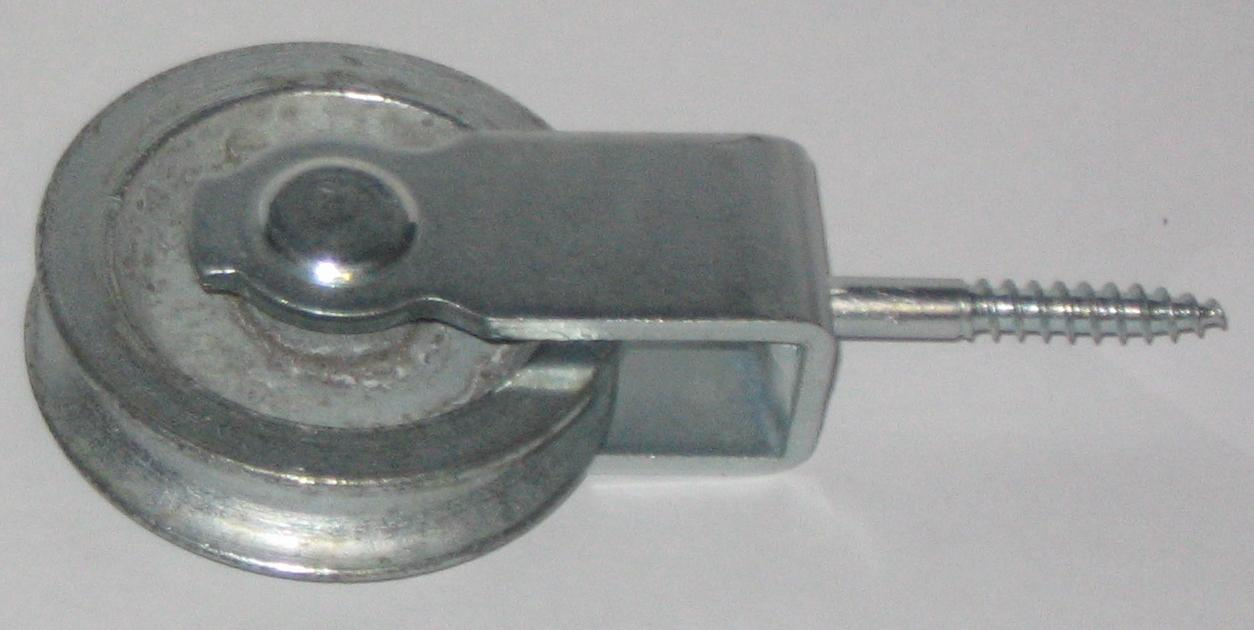
Eine Umlenkrolle aus dem Baumarkt für den Hausgebrauch

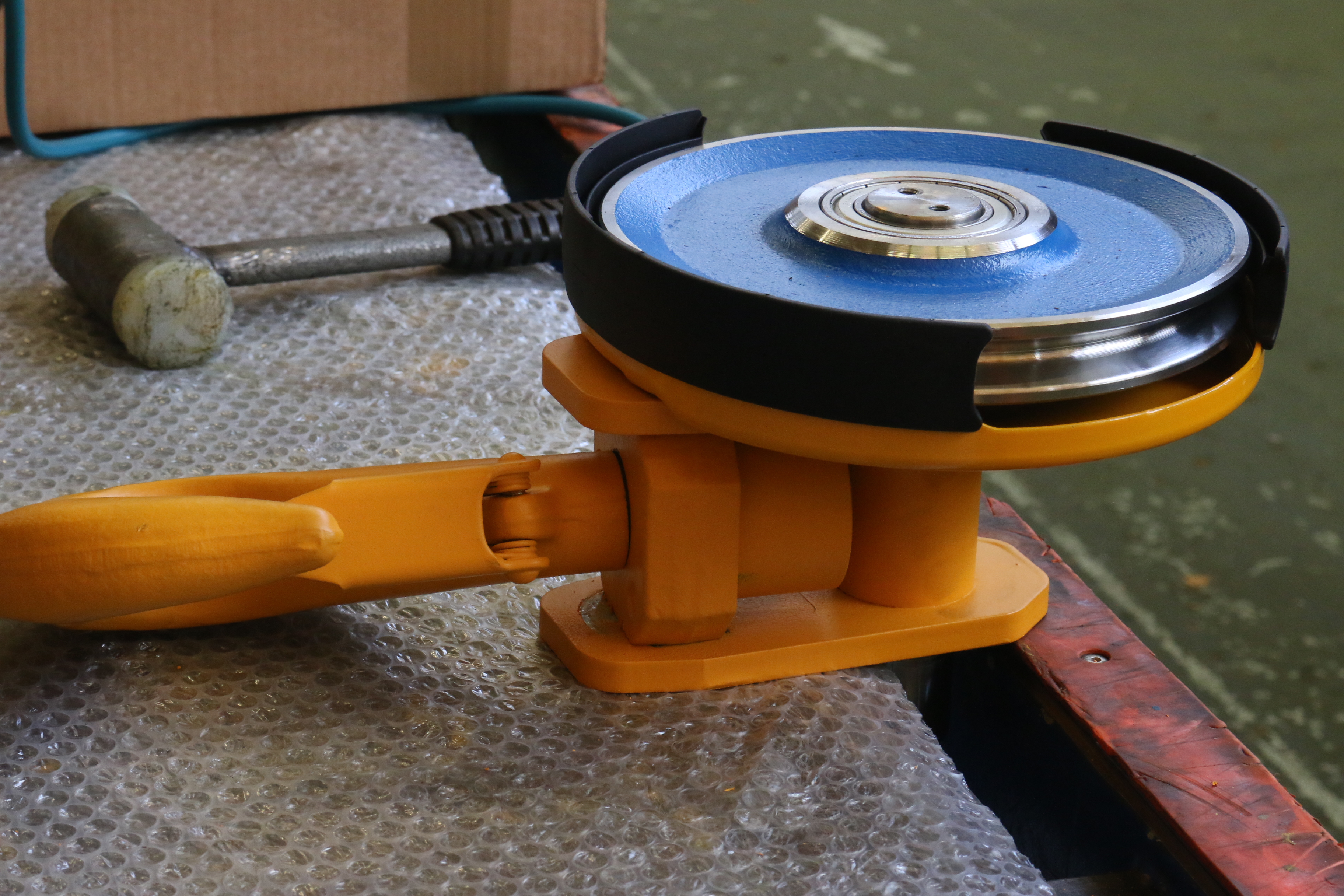
Eine Seilrolle für industrielle Anwendungen, hier montiert mit einem Kranhaken in der Unterflasche eines Elektroseilzugs.

Eine Rolle (auch: Umlenkrolle) ist ein Kraftwandler und Maschinenelement bestehend aus einem Rad, das möglichst reibungsarm auf einer Achse gelagert ist. Sie dient der Führung eines Seils oder einer Kette. Zwischen der Rolle und dem Seil oder der Kette läuft eine Rollbewegung ab. Am Rand der Kreisscheibe befindet sich meist ein Steg, der ein Abrutschen des Seils verhindert. Rollen werden zur Änderung der Richtung einer Zugkraft (des Kraftvektors) (ohne Änderung des Betrags der Kraft), zur Führung des Seils oder als Ausgleichselement in Seilsystemen verwendet. Große Umlenkrollen, beispielsweise an Fördertürmen oder Seilbahnen, werden Seilscheiben genannt. In der Seefahrt wird eine Kreisscheibe mit ihrem Gehäuse als Block bezeichnet.
Typische Anwendungen sind Seiltransmission und Vorrichtungen wie Aufzüge, Flaschenzüge und Kräne.

## Feste und lose Rollen

links: lose Rolle rechts: feste Rolle

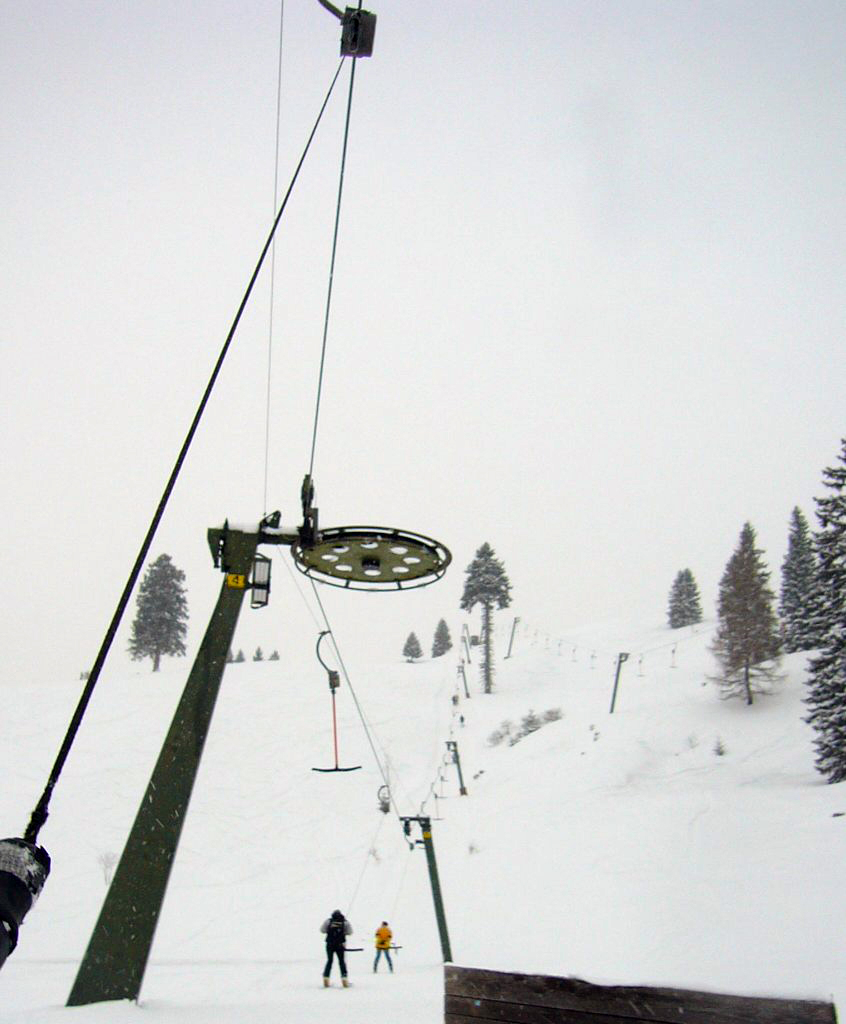
Feste Umlenkrolle für ein Förderseil an einem Schlepplift

Es wird zwischen festen und losen Rollen unterschieden:
- Eine feste Rolle ist so befestigt, dass sie ihre Position während der Benutzung nicht ändert. Mittels fester Rollen werden Kräfte umgelenkt (beispielsweise das Heraufziehen einer Last an einem umgelenkten Zugseil). Die Zugkraft {\displaystyle F_{Z}} bleibt unverändert, nur die Zugrichtung wird beeinflusst. Eine feste Rolle nennt man auch Umlenkrolle, da sie dazu dient die Kraft umzulenken.
- Lose Rollen liegen in der Seilführung und werden vom Seil getragen. Jeder der beiden Teile des Seils, die die lose Rolle einschließen, nimmt 50 % der Kraft auf. Auf diese Weise lässt sich eine Last mit dem halben Kraftaufwand heben. Die Länge des über die Rolle zu ziehenden Seils {\displaystyle s} ist dabei doppelt so lang wie der Hubweg {\displaystyle h}, sodass {\displaystyle F_{\mathrm {Z} }={\frac {1}{2}}\cdot F_{\mathrm {x} }} und {\displaystyle s=2\cdot h} gelten.

Eine Kombination aus losen und festen Rollen bildet einen Flaschenzug.

## Beispiel zur Veranschaulichung
Drei Personen wollen eine Kiste in Richtung der Klippe ziehen, ohne die Klippe verlassen zu können. Es kann ein bestimmter Betrag an Kraft F3Personen aufgebracht werden, der nahezu ohne Verlust durch das Seil auf die Kiste übertragen wird. (In der Abbildung durch einen roten Vektor dargestellt, der mit dem Seil verläuft.)
Ohne Umlenkrolle (Abbildung 1) wird in diesem Fall ein Teil der verfügbaren Kraft verwendet, um die Kiste anzuheben. Veranschaulicht wird dies durch die Zerlegung des Vektors F3Personen in zwei Komponenten. Die senkrechte Kraftkomponente hebt die Kiste, die waagerechte bewegt die Kiste in Richtung der Klippe (grüner Vektor). Dabei wird die senkrechte Komponente umso größer, je näher die Kiste zur Klippe kommt.
Abbildung 2 zeigt die Anwendung zweier fester Rollen. Die aufgewandte Kraft wird vollständig zum Bewegen der Kiste umgesetzt (die Länge des grünen entspricht der Länge des roten Vektors).

## Reibung und Wirkungsgrad

Schema einer Rolle mit Wälzlager

Für die Verluste durch die Spannung der Seile und die Reibung der Lagerung werden in der Praxis folgende Werte angenommen, wobei {\displaystyle F} die Zugkraft der Seile darstellt:
- Seilspannung (abhängig von Konstruktion und Belastung): {\displaystyle \Delta F_{1}\approx 0{,}01\cdot F}
- Reibung der Lagerung: {\displaystyle \Delta F_{2}=\mu \cdot (d/D)\cdot F_{\mathrm {N} }}, wobei {\displaystyle F_{\mathrm {N} }=2\sin(\beta /2)\cdot F} und {\displaystyle \mu } der Reibungskoeffizient ist/

Für die Gesamtverluste ergeben sich daher
{\displaystyle \Delta F=\Delta F_{1}+\Delta F_{2}=0{,}01\cdot F+2\mu \cdot (d/D)\cdot \sin(\beta /2)\cdot F=\left[0{,}01+2\mu \cdot (d/D)\cdot \sin(\beta /2)\right]\cdot F}.
Der Wirkungsgrad {\displaystyle \eta } ergibt sich daraus zu
{\displaystyle \eta ={\frac {F}{F+\Delta {F}}}={\frac {F}{F+0{,}01\cdot F+2\cdot \mu \cdot (d/D)\cdot \sin(\beta /2)\cdot F}}={\frac {1}{1{,}01+2\mu \cdot (d/D)\cdot \sin(\beta /2)}}}.
In der Praxis liegt der Wirkungsgrad einer Rolle bei folgenden Werten:
- bei einem Wälzlager: {\displaystyle \eta \approx 0{,}97}
- bei einem Gleitlager: {\displaystyle \eta \approx 0{,}95}